# نشریه بین‌المللی آذربایجان
نشریه بین‌المللی آذربایجان (به ترکی آذربایجانی: Azərbaycan beynəlxalq jurnali)، (به انگلیسی: Azerbaijan International magazine) یک مجله مستقل که مسائل مربوط به آذربایجانی‌های جهان را پوشش می‌دهد. نشریه بین‌المللی آذربایجان اندکی پس از فروپاشی اتحاد جماهیر شوروی در سال ۱۹۹۳ میلادی در جمهوری آذربایجان گشایش یافت؛ که به صورت فصلنامه و هر سه ماه یکبار به زبان ترکی آذربایجانی و رسم‌الخط لاتین و الفبای عربی به مرکزیت باکو و لس‌آنجلس چاپ و منتشر می‌شود.
نشریه در ۱۰۰ صفحه رنگی و دارای موضوعات خاصی شامل هنر، موسیقی، ادبیات، فرهنگ عامه، معماری، باستان‌شناسی، بهداشت، محیط زیست، روابط بین‌المللی، کسب و کار، سایر موارد مرتبط با آذربایجانی‌ها می‌باشد.